# マッチ・ハウタマキ
マッチ・ハウタマキ(マッティ・アンテロ・ハウタマキ、Matti Antero Hautamäki、1981年7月14日 - ) は、フィンランド・オウル出身のスキージャンプ選手。

## プロフィール
7歳のとき出身地のオウル近郊でジャンプを始める。
2歳年上の兄ユッシ・ハウタマキとその友人ラウリ・ハコラがクオピオへ移ったとき一緒に移り住んだ。
クオピオの体育学校でペッカ・ニエメラコーチの指導を受け才能が開花。
ノルディックスキージュニア世界選手権で個人、団体合わせて銀メダル2個、銅メダル2個を獲得している。
2001/2002シーズンのスキージャンプ週間で自己最高位の2位となる。
2004/2005シーズンには2001/2002シーズン以来2回目のノルディックトーナメント優勝を4戦全勝で達成。
このシーズンはヤンネ・アホネンがジャンプ週間の3戦目までに新記録となるワールドカップ6連勝を達成。ハウタマキもプラジェラートのプレオリンピックからノルディックトーナメントの4戦を挟み、プラニツァの初戦までタイ記録の6連勝を達成し、結果的に総合3位に入った。
彼のジャンプは何度も20点満点をもらうほどきれいなフォームで、理想的な飛型と考えられている。
2003年から2005年までフライングの世界記録保持者だった。2003年3月23日にプラニツァで231.0mの新記録を樹立、2005年3月20日に235.5mを記録して更新。しかしその4人後に飛んだビヨーン・アイナール・ローモーレン（ノルウェー)が239.0mを飛んで世界記録保持者の座を奪取した。

## 主な成績
- オリンピック・世界選手権・フライング選手権については右表参照
- スキージャンプ・ワールドカップ
- 通算16勝(2位7回、3位10回)
- 総合は3位が最高（2001/2002、2004/2005の2回）
- 2005年の ホルメンコーレン国際スキー大会優勝
- 2004/2005シーズンノルディックトーナメント4戦(ラハティ、クオピオ、リレハンメル、オスロ)を全勝で制した唯一の選手となった。
- 2004/2005シーズン6連勝のW杯記録を達成。このシーズンにヤンネ・アホネンも6連勝を記録している。他に2007/2008シーズンのトーマス・モルゲンシュテルン、2008/2009シーズンのグレゴア・シュリーレンツァウアーもそれぞれ達成しているタイ記録。
- ノルディックスキージュニア世界選手権
  - 1997年　カルガリー(カナダ)　ノーマルヒル団体　銀メダル
  - 1998年　サンモリッツ(スイス）　ノーマルヒル団体　銅メダル
  - 1998年　ザールフェルデン(オーストリア)　ノーマルヒル団体　銀メダル
  - 1999年　サンモリッツ(スイス）　ノーマルヒル個人　銅メダル